# خوشنویسی در جهان اسلام
خوشنویسی در جهان اسلام را می‌توان شاخص‌ترین هنر در پهنهٔ سرزمین‌های اسلامی و به مثابهٔ زبان هنری مشترک برای تمامی مسلمانان دانست. هنر خوشنویسی همواره برای مسلمانان ارزش ویژه داشته است. چرا که در بنیاد، آن را هنر تجسم کلام وحی می‌دانسته‌اند. آن‌ها خط زیبا را نه تنها در نسخه‌پردازی قرآن، بلکه در بیشتر هنرها به‌کار می‌بردند.

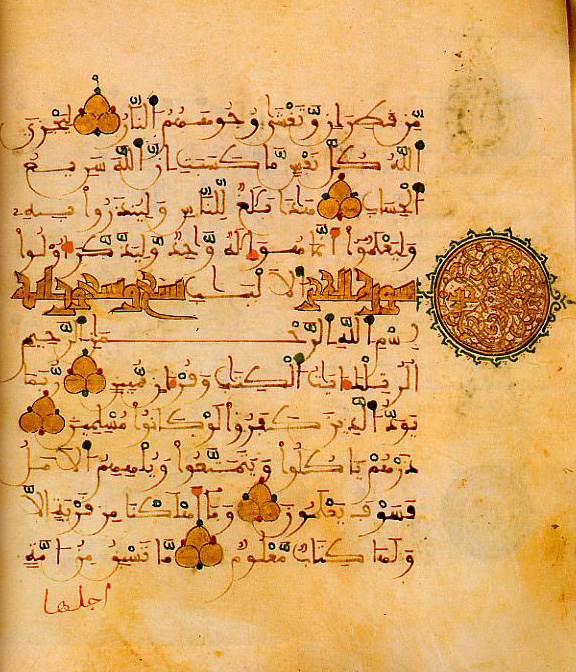
برگی از قرآن به خط اندلسی

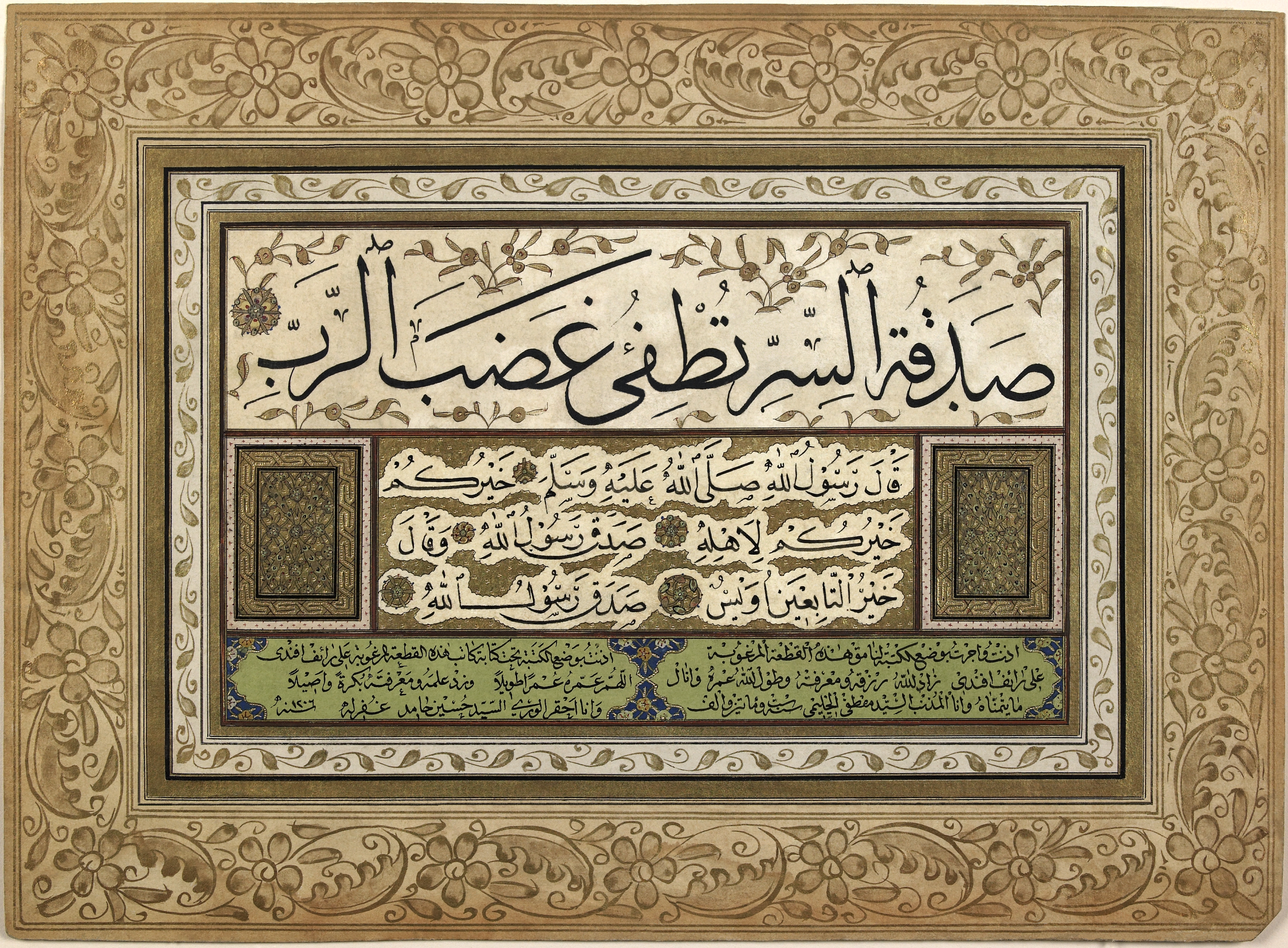
خوشنویسی ثلث از علی رئیف افندی، ۱۷۹۱ میلادی.

تکامل و تبدیل خط به هنر خوشنویسی بیش از هرکجا در میان مسلمانان به چشم می‌خورد. در قرآن در آیه‌های «ن، والقلم و ما یسطرون» و «الذّی علّم بالقلم» به قلم و نگارش اشاره شده است.
در میان سنت‌های متنوع خط‌نگاری جوامع مسلمان، سه سبک برجسته وجود دارد: ترک-عربی، فارسی و هندو-افغان. سبک ترک-عربی که در گذشته به‌طور گسترده‌ای در ترکیه استفاده می‌شد و همچنان بر خط‌های معاصر در کشورهای عربی تأثیر می‌گذارد، با اشکال زاویه‌دار و شیب مشخص به سمت پایین شناخته می‌شود. این سبک خاص بر وضوح و دقت تأکید دارد و اغلب شامل خطوط تیز و برجسته‌ای است که خوانایی را افزایش می‌دهد. در مقابل، خط فارسی دارای منحنی‌های نرم و زینتی‌تری است که میراث هنری غنی ایران را منعکس می‌کند. در همین حال، سبک هندو-افغان عناصر منطقه‌ای منحصر به فردی را در بر می‌گیرد و تأثیرات هر دو سبک فارسی و محلی را ترکیب می‌کند. هر یک از این سبک‌ها نه تنها به‌عنوان وسیله‌ای برای ارتباط عمل می‌کند، بلکه هویت فرهنگی و روایت‌های تاریخی جوامعی را که از آن‌ها استفاده می‌کنند، تجسم می‌بخشد.

## پیشینه

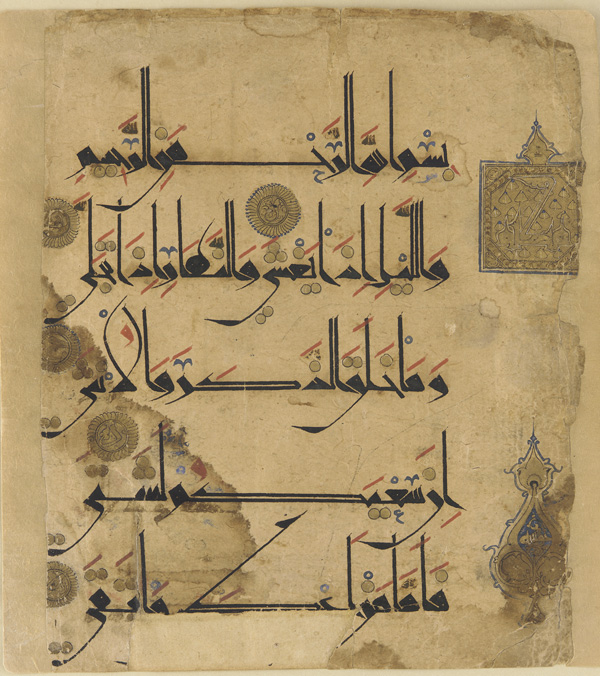
برگی از قرآن به خط کوفی - ایران - قرن یازدهم

پس از گسترش اسلام در سراسر شبه جزیرهٔ عربستان، ایران، ماوراءالنهر، بخش‌هایی از هند، شمال آفریقا و اندلس، یا زبان عربی جایگزین زبان اقوام ساکن دراین مناطق شد (مانند مصر)، یا دست کم خط عربی جای خطوط قدیمی را گرفت (مانند ایران)، و بدین سان خطی واحد در تمام قلمرو اسلام پدیدار گردید. خط عربی که پیش از ظهور اسلام نگارشی ساده و کاربردی محدود داشت، به سرعت با خطوط دیگر درآمیخت و به کمال رسید.
به دلیل محدودیت نسبی سایر هنرها همچون نقاشی، مجسمه‌سازی، موسیقی، و حتی گاهی، حرام شمردن آن‌ها، هنر خوشنویسی یا خطاطی، همواره، و در کلیهٔ کشورهای اسلامی، به عنوان والاترین هنر مورد توجه بوده است.
هنر اسلامی بسیار محدودتر از هنر مسیحی یا بودایی است که مشخصاً فرم‌هایی از هنر - اعم از مجسمه، نقاشی، موسیقی یا رقص - را به کلیسا یا معابد می‌کشاند.
ثروت عکاشه محقق برجسته مصری می‌نویسد: «نقاشی دینی در دوره‌های نخستین اسلامی، از آن استقبال و تشویقی که نزد بوداییان و مسیحیان معمول بود، بهره‌ای نداشت. مساجد از تصاویر دینی خالی بود و از نقاشی برای آموزش‌های دینی و پرورش اعتقادات مذهبی، تا پیش از سده ۸ ه‍.ق/۱۴ م استفاده نمی‌شد.»
عمدهٔ مسلمانان تصویرگری چهره پیامبر اسلام را مردود می‌شمردند و حتی گاهی تصویرگری جانداران و انسان نیز مورد قبول بخشی از مسلمانان نبود. افزون بر منع تصویرسازی چهره پیامبر، مفهوم و تصویر ذهنی خداوند به صورتی که در آیین هندو و مسیحیت رایج است، در اسلام مرسوم نبود. پیام بسیار مهم‌تر از پیامبر بود؛ بنابراین در مواردی که در تمدن بیزانس از تصاویر پیکره‌ای بهره گرفته‌اند، در جهان اسلام از فرم‌های غیر پیکره‌ای استفاده شده است. در غالب موارد کلمه و نوشتار نوعی حس فخر و شکوه به اماکن می‌دهد. به‌عنوان مثال می‌توان به تأثیر شکوهمند خوشنویسی در کتیبه‌های یک محراب، یا خطوط نگاشته شده بر روی سکه‌ها توجه کرد. از ویژگی‌های مهم هنر اسلامی برتری یافتن خوشنویسی و جایگزینی نسبی آن با نقاشی و پیکره‌سازی است.
این همه به علاوهٔ دلایل اقلیمی، اجتماعی و فرهنگی و رقابت با تمدن‌های دیگر موجب شد تا هنرمندان و هنرپروران در سراسر سرزمین‌های اسلامی به هنر خوشنویسی توجه ویژه داشته باشند. از این رو ذوق زیبایی شناختی مردمان این سرزمین‌ها به‌ویژه ایرانیان در اوج قدرت و نهایت ظرافت در این هنر تجلی یافت و خوشنویسی همواره به مانند محوری در میان سایر هنرهای بصری درخشیده است.
عرب‌ها پیش از ظهور اسلام از شیوه معینی در نگارش پیروی نمی‌کردند. ذوق هنری هنرمندان در سرزمین‌های اسلامی و طی ادوار مختلف، شیوه‌ها یا قلم‌های مختلفی را به‌وجود آورد که کم و بیش همواره در کنار یکدیگر کاربرد داشته‌اند و عمده‌ترین آن‌ها تا به امروز همچنان رواج دارند. در صدر اسلام زیبانویسی امری ناشناخته بود. در قرون اولیه هجری، خطی به نام کوفی برای تحریر قرآن پدید آمد که متشکل از عناصر مدور، عمودی‌های کوتاه و افقی‌های کشیده بود. خط کوفی در جریان تحولش تا سده پنجم هجری صورت هندسی و تزئینی یافت و تا حدی ناخوانا شد و به روشی برای تزئینات و خوشنویسی بدل گشت.

## سیر تحولات

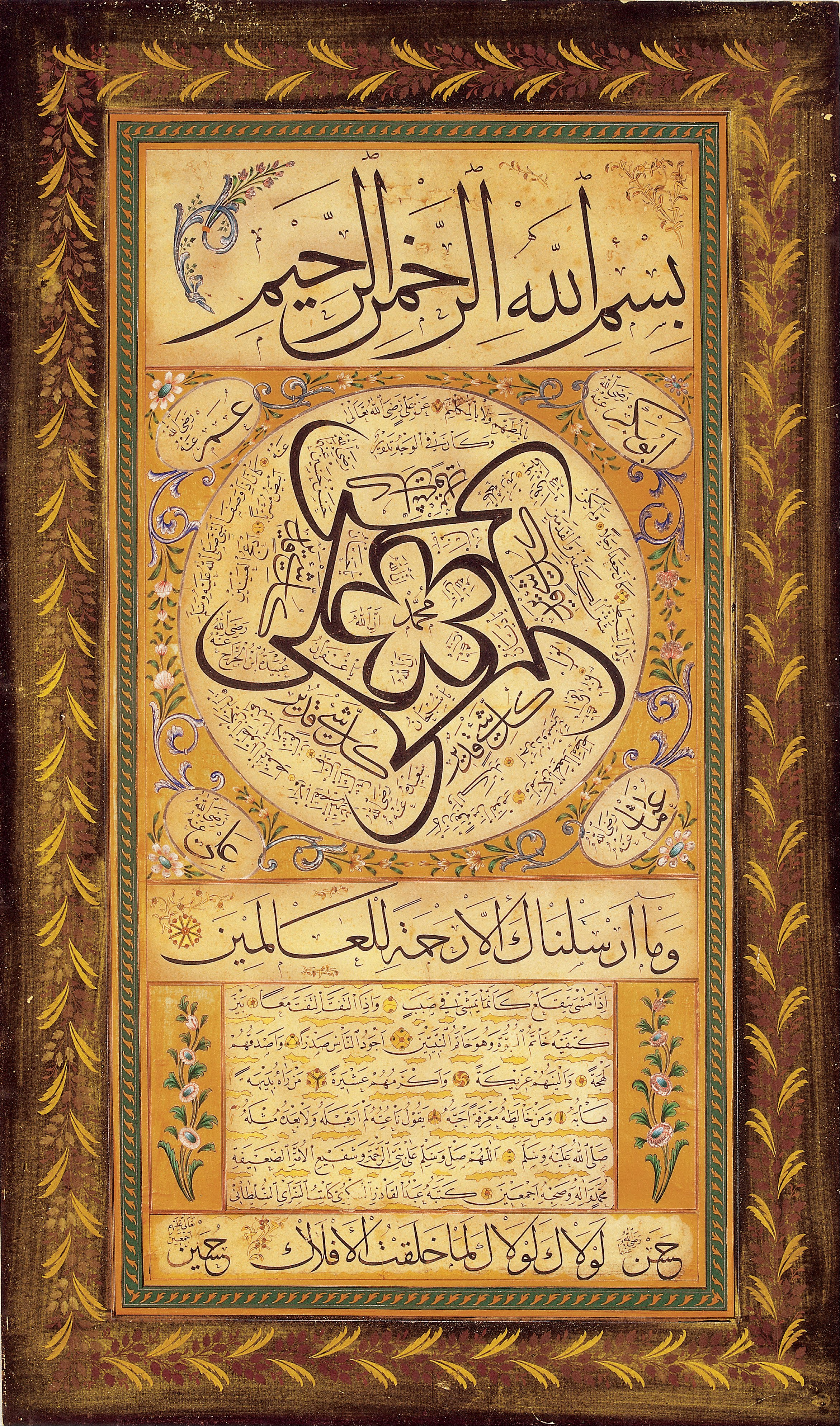
اثر حِلیه‌نویسی شده از عبدالقدیر شکری اَفندی، هنرمند اهل عثمانی به حوالی سدهٔ ۱۹ میلادی.

اغلب نسخه‌های قدیمی قرآن به نوعی خط کوفی اولیه است. پس از سدهٔ پنجم هجری، خط کوفی به‌کلی جای خود را در نگارش متن قرآن به خط نسخ و محقق داد که حروف آن‌ها بر خلاف حروف زاویه‌دار کوفی، منحنی و قوس‌دار است. در اسپانیای مسلمان، نوعی خط به‌وجود آمد که حاصل تماس اندلس با مسیحیان غربی است.
خط عربی در آغاز به نوعی از خط نسخ که برگرفته از شیوه نگارش خط نبطی بود، نوشته می‌شد. خط کوفی نیز بر آن اضافه شد که گفته می‌شود در کوفه رایج شد و این همان خطی است که کاتبان اصلاحات خود را بر آن اعمال کردند که بزودی در خط نسخ نیز انجام شد. سریانیهای مقیم شام خط عربی را با چند شکل می‌نوشتند که از آن میان، خط سطرنجیلی ویژه کتابت تورات و انجیل بوده است. خط کوفی تحت تأثیر خط سطرنجیلی برای نگارش قرآن پدید آمد.
بعدها در دوران عباسیان، خط‌های دیگری نیز برای نگارش الفبای عربی رواج یافت از جمله قلم جلیل، قلم سجلات، قلم دیباج، قلم اسطور مار بزرگ، ثلاثین، قلم زنبد، قلم مفتح، قلم حرم، قلم مد مرآت، قلم عمود، قلم قصص و قلم حرفاج و برخی خطوط دیگر.
در زمان مأمون عباسی نویسندگی، ترجمه و امور دیوانی اهمیت زیادی پیدا کرد و کاتبان در نیکو ساختن خط به رقابت پرداختند و چندین قلم دیگر به نام قلم مرصع، قلم نساخ، قلم رقاع، قلم غبارالحلیه، قلم ریاسی و مانند آن‌ها پدیدار شد. در نتیجه خط کوفی به بیش از بیست شکل درآمد؛ ولی قلم نسخ اولیه، کم و بیش به همان شکل در میان مردم و برای تحریر مطالب غیررسمی رایج بود تا آنکه ابن مقله خوشنویس نامی (درگذشت: ۳۲۸ه‍.ق با نبوغ خود نیاز به بازبینی خطوط را درک کرد و خطوط مشخص و قواعد معینی را مطرح کرد.

### خطوط شش‌گانه
در اوایل سده چهارم، در سال ۳۱۰ هجری قمری ابن مقله بیضاوی شیرازی خطوطی را به وجود آورد که به خطوط شش‌گانه یا اقلام سته معروف شدند. در واقع این خط‌ها توسط او از بین اقلام مختلف انتخاب شد و وی در زیبایی و مدون کردن تناسبات آن‌ها ابتکاراتی بخرج داد. این خط‌ها که به «خطوط اصول» نیز مشهورند عبارتند از:
- محقق
- ریحان
- ثلث
- نسخ
- رقاع
- توقیع

وجه تمایز آن‌ها اختلاف در شکل حروف و کلمات و نسبت سطح و دور (حرکت‌های مستقیم یا منحنی در شکل حروف) در هر کدام می‌باشد.

### اصول دوازده‌گانه خوشنویس
ابن مقله همچنین برای خطوط مختلف خوشنویسی اسلامی قواعدی وضع کرد که به اصول دوازده‌گانه خوشنویسی معروفند و عبارتند از:
- ترکیب
- کرسی
- نسبت
- ضعف
- قوت
- سطح
- دور
- صعود مجازی
- نزول مجازی
- اصول
- صفا
- شأن

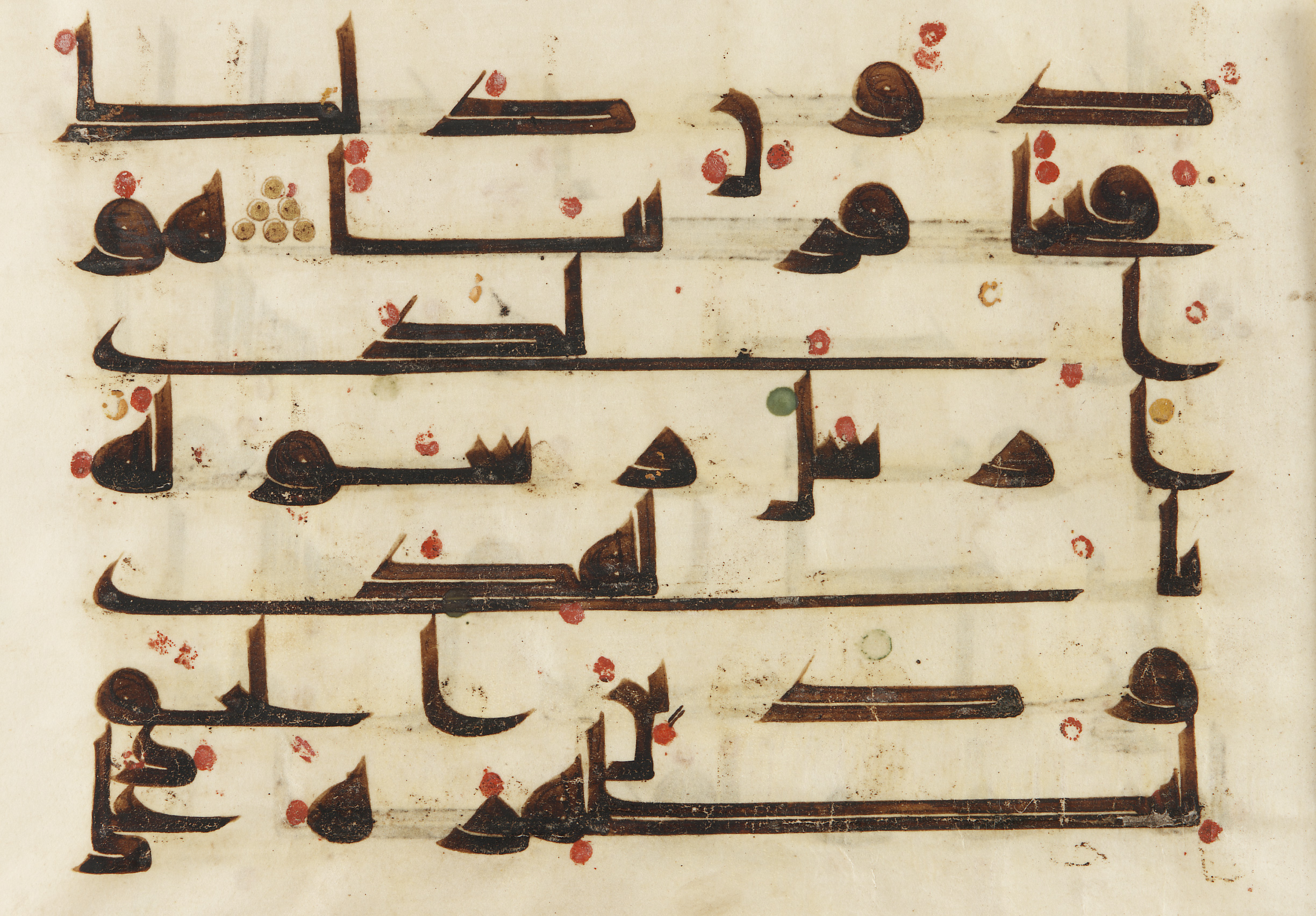
خط کوفی نام خطی از خطوط اسلامی است که منسوب به شهر کوفه بوده و گفته می‌شود که در آنجا شکل گرفته و توسعه یافته است. نخستین نسخه‌های قرآن با این خط نوشته می‌شد. نگاره بالا آیه‌هایی از سوره فتح را که در دوران عباسیان و به خط کوفی خوشنویسی شده است، نشان می‌دهد. این اثر هنری مربوط به قرون هشتم و نهم میلادی است.

یک سده پس از ابن مقله، ابن بواب برای خط نسخ قواعدی تازه ایجاد کرد و این خط را کامل نمود در سده هفتم جمال‌الدین یاقوت مستعصمی به این خط جان تازه‌ای بخشید و قرآن کریم را برای چندین بار کتابت نمود. او خط ثلث را به حدی از کمال رساند که شایستگی کتیبهنگاری را پیدا کرد. کاربرد خط کوفی در نگارش متن قرآن از سده پنجم هجری به بعد توسط خط نسخ اشغال شد و در کتیبه‌نگاری خط ثلث جایگزین کوفی شد.

### خوشنویسی در ایران

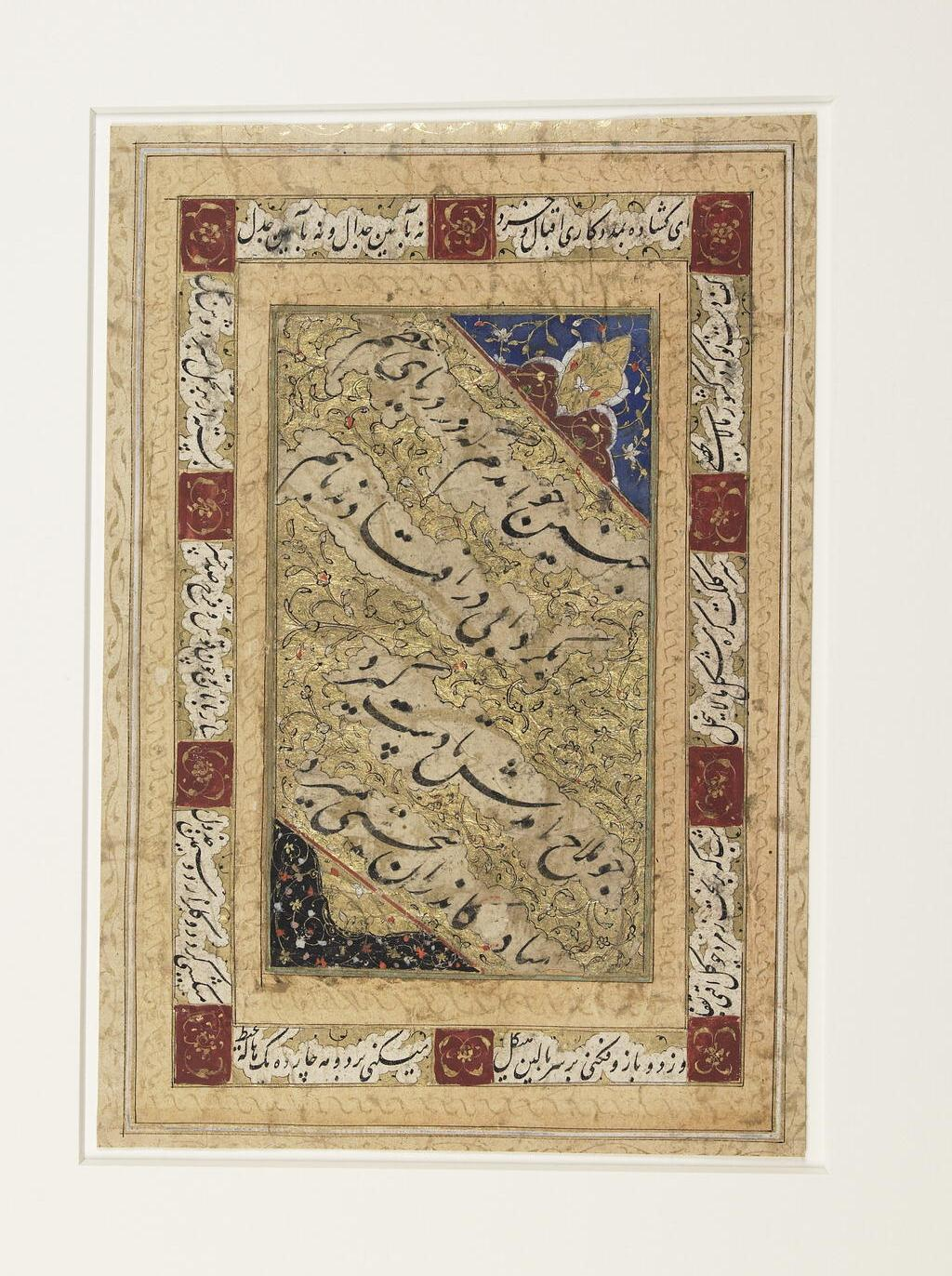
دو بیت از بوستان سعدی، خط نستعلیق، چلیپا

پیش از اسلام در ایران خطوط مختلفی مانند میخی، پهلوی و اوستایی رایج بود ولی پس از ظهور اسلام ایرانیان الفبا و خطوط اسلامی را پذیرفتند. در ایران پس از فتح اسلام، خطّاطی به شیوهٔ نسخ وجود داشت. در پرتو حمایت ابوبکر بن سعد زنگی در فارس، ده‌ها نسخه قرآن خطی به وجود آمد. در زمان حکومت ایلخانیان، به دلیل نفوذ چینی‌ها و مغول‌ها، اوراق مذهّب کتاب‌ها نخستین بار با نقش‌های تزیینی زینت یافت. در زمان حکومت تیموریان در ایران، خط و خوشنویسی به اوج کمال خود رسید. میرعلی تبریزی با ترکیب خط نسخ و تعلیق، خط نستعلیق را بنیان نهاد. مشهورترین خطاط قرآن در این دوره بایسنقر میرزا بود. و بزرگ‌ترین استاد نستعلیق‌نویس در طول تاریخ میرعماد حسنی بود.
اوایل قرن هفتم خط تعلیق که ترسل نیز نامیده می‌شد از ترکیب خطوط نسخ و رقاع به وجود آمد که بیشتر به عنوان خط تحریر برای نوشتن نامه‌ها و فرمان‌های حکومتی به‌کار می‌رفت. این خط حدود یکصد سال دوام داشت. تعلیق را خواجه تاج سلمانی قانونمند کرد؛ که بعدها به وسیله خواجه عبدالحی منشی استر آبادی بدان قواعد و اصول بیشتری بخشیده شد. خط تعلیق دارای دوایر زیاد، حروف مدور و قابلیت بسیاری در ارائهٔ ترکیب‌های متنوع است و بیشتر در بین کسانی رواج داشته که از نظر سواد و میزان آشنایی با خط در سطح بالایی بوده‌اند. از این رو این خط به تدریج کاربرد خود را از دست داد. خط تعلیق را می‌توان نخستین خط کاملاً ایرانی دانست.
دومین خط ایرانی در سده هشتم توسط میرعلی تبریزی (۸۵۰ ه‍.ق) از ترکیب و ادغام دو خط نسخ و تعلیق شکل گرفت و به‌نام نسخ‌تعلیق نامیده شد که در اثر کثرت استفاده به نستعلیق تغییر پیدا کرد. این خط بسیار مورد اقبال واقع شد و موجب تحول عظیمی در هنر خوشنویسی گردید. نستعلیق حدود یک دانگ سطح و مابقی آن دور است. (یک ششم حرکت‌های مستقیم و پنج ششم حرکت‌های مدور دارد) در میان خطوط ایرانی و عربی، خط نستعلیق به گواه آثار آفریده شده به‌عنوان زیباترین خط و برتر از خطوط اسلامی شناخته شده و آن را «عروس خطوط اسلامی» نامیده‌اند. نستعلیق در دوره تیموری کامل‌تر شد و در دوران صفوی به اوج رسید که سر آمد همه خوشنویسان میرعماد در این دوره ظهور کرد. همزمان به هند و عثمانی راه یافت و خوشنویسان بزرگی به ویژه در هند در این عرصه خوش درخشیدند. در ایران پس از یک دوره رکود دوباره در دوران قاجار آثار درخور توجهی از نستعلیق و شکسته پدیدار گشت.

نمونه تحلیلی خط طغری مربوط به امضاء سلطان محمود دوم پادشاه عثمانی

در اواسط قرن یازدهم سومین خط خالص ایرانی، یعنی شکسته نستعلیق به دست مرتضی قلی خان شاملو حاکم هرات با تغییر دادن خط نستعلیق ابداع شد. علت پیدایش آن را می‌توان به سبب نیاز به تندنویسی و راحت‌نویسی در امور منشی‌گری و بیش از آن ذوق و خلاقیت ایرانی دانست. همان‌طوری که بعد از پیدایش خط تعلیق، ایرانیان به‌خاطر سرعت در کتابت، شکسته تعلیق آن را نیز به وجود آوردند. خط شکسته نستعلیق به‌دست میرزا شفیعا هراتی کاملتر شد و درویش عبدالمجید طالقانی قواعد جدیدی برای آن وضع کرد و آن را به کمال رساند. درویش عبدالمجید شکسته نستعلیق را به جایی رساند که میرعماد در نستعلیق انجام داده بود.

## خطوط مختلف خوشنویسی اسلامی

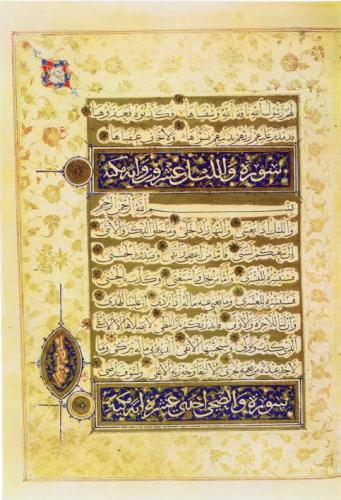
برگی از قرآن به خط یاقوت مستعصمی

خوشنویسی اسلامی انواع مختلفی از شیوه‌های گوناگون دارد که به آن‌ها کلک، خط یا قلم می‌گویند این قلم‌ها که در زمان‌ها و سرزمین‌های مختلف اسلامی رایج بوده، اغلب کم و بیش در کنار هم به حیات خود ادامه داده‌اند فقط در برهه‌های از زمان یا مکان‌هایی خاص از اهمیتشان کاسته شده یا ارج و قربی ویژه یافته‌اند. مهم‌ترین این خطوط عبارتند از:
- کوفی
- بنایی
- نسخ
- ثلث
- محقق
- ریحان
- تعلیق
- توقیع
- اجازه
- جلی
- دیوانی
- دیوانی جلی
- دیوانی خفی
- رقاع
- رقعه
- مسلسل
- سنبلی
- خط قیروانی
- آندلسی یا مغربی
- سیاق
- شجری
- شکسته
- نستعلیق
- شکسته‌نستعلیق
- کرشمه
- معلی
- سفیر
- استادی

## استادان خوشنویسی
در سراسر کشورهای اسلامی و در طول چهارده قرن تاریخ آن هنرمندان زیادی در ارائه آثار ارزشمند خوشنویسی درخشیدند که عمده آن‌ها برخاسته از تمدن‌های ایران، عثمانی و هند بودند.
چهار تن از خوشنویسان نامی که در چهار خط ثلث، نسخ، نستعلیق و شکسته نستعلیق سرآمد بوده‌اند و به «ارکان اربعه هنر» خوشنویسی مشهور گشته‌اند عبارتند از:
- در خط ثلث: یاقوت مستعصمی (۶۹۸ هجری قمری)
- در خط نسخ: میرزا احمد نیریزی (اواسط قرن ۱۲)
- در خط نستعلیق: میرعماد حسنی (۱۰۲۴ هجری قمری)
- در خط شکسته‌نستعلیق: عبدالمجید طالقانی (۱۱۸۵ هجری قمری)[۱۸]

## نگارخانه

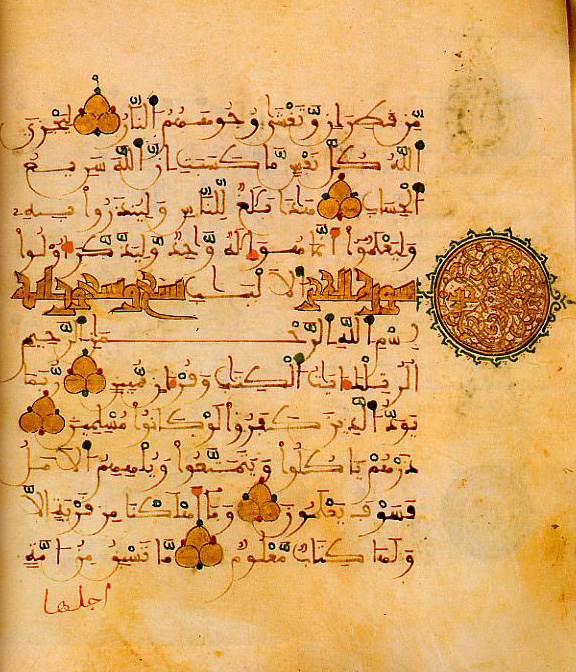
Page of a سده ۱۲ میلادی قرآن نوشته شده به خط Andalusi
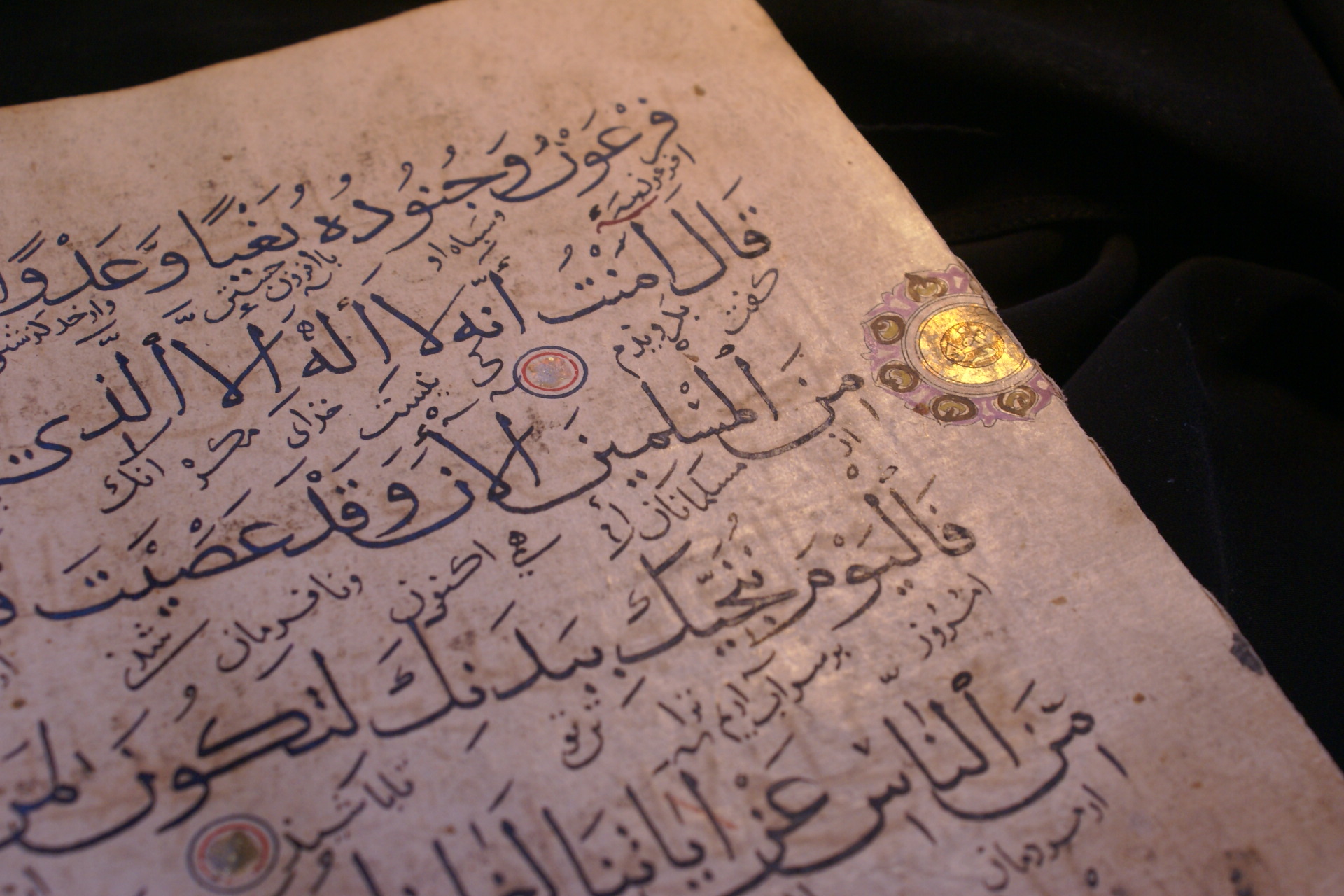
صفحه‌ای یک قرآنایلخانی (سده ۱۳ میلادی)
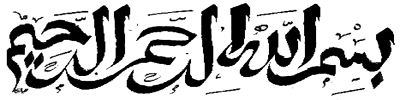
خوشنویسی بسم الله الرحمن الرحیم به خط Sini
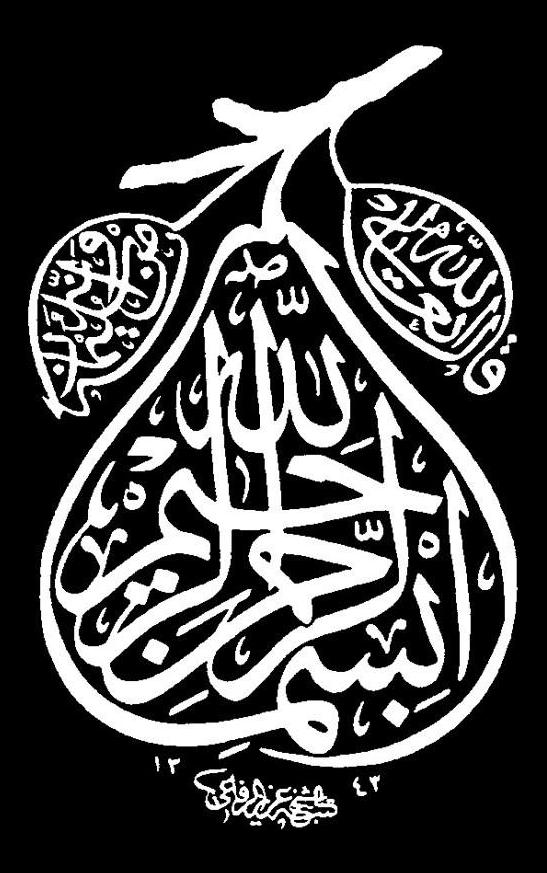
خوشنویسی بسم الله الرحمن الرحیم
خوشنویسی بسم الله الرحمن الرحیم
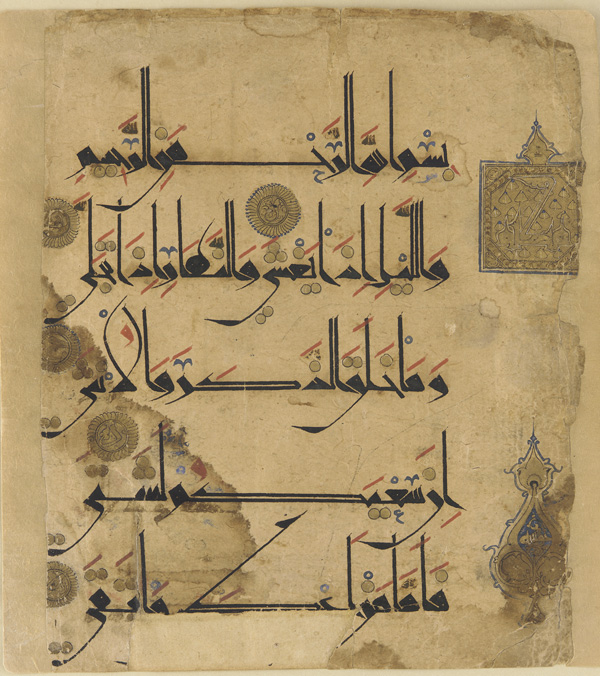
قرآن folio سده ۱۱ میلادی kufic
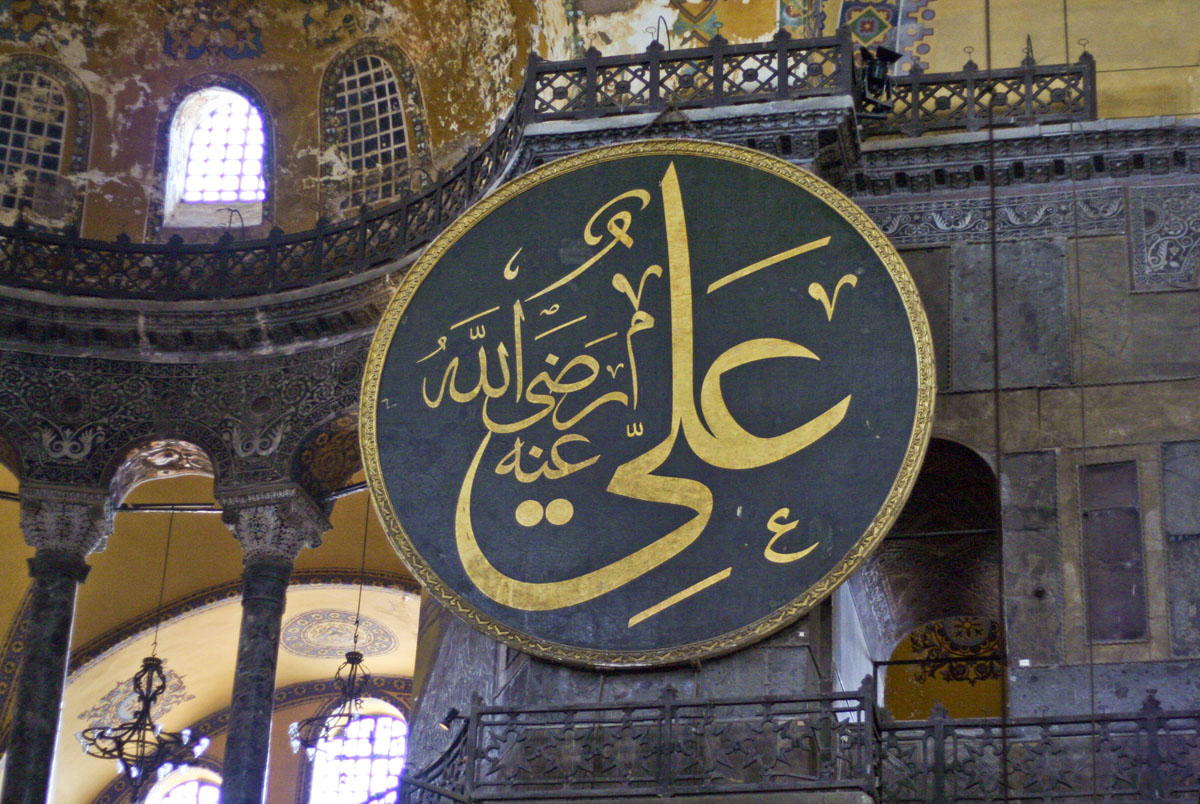
خوشنویسی اسلامی در ایاصوفیه
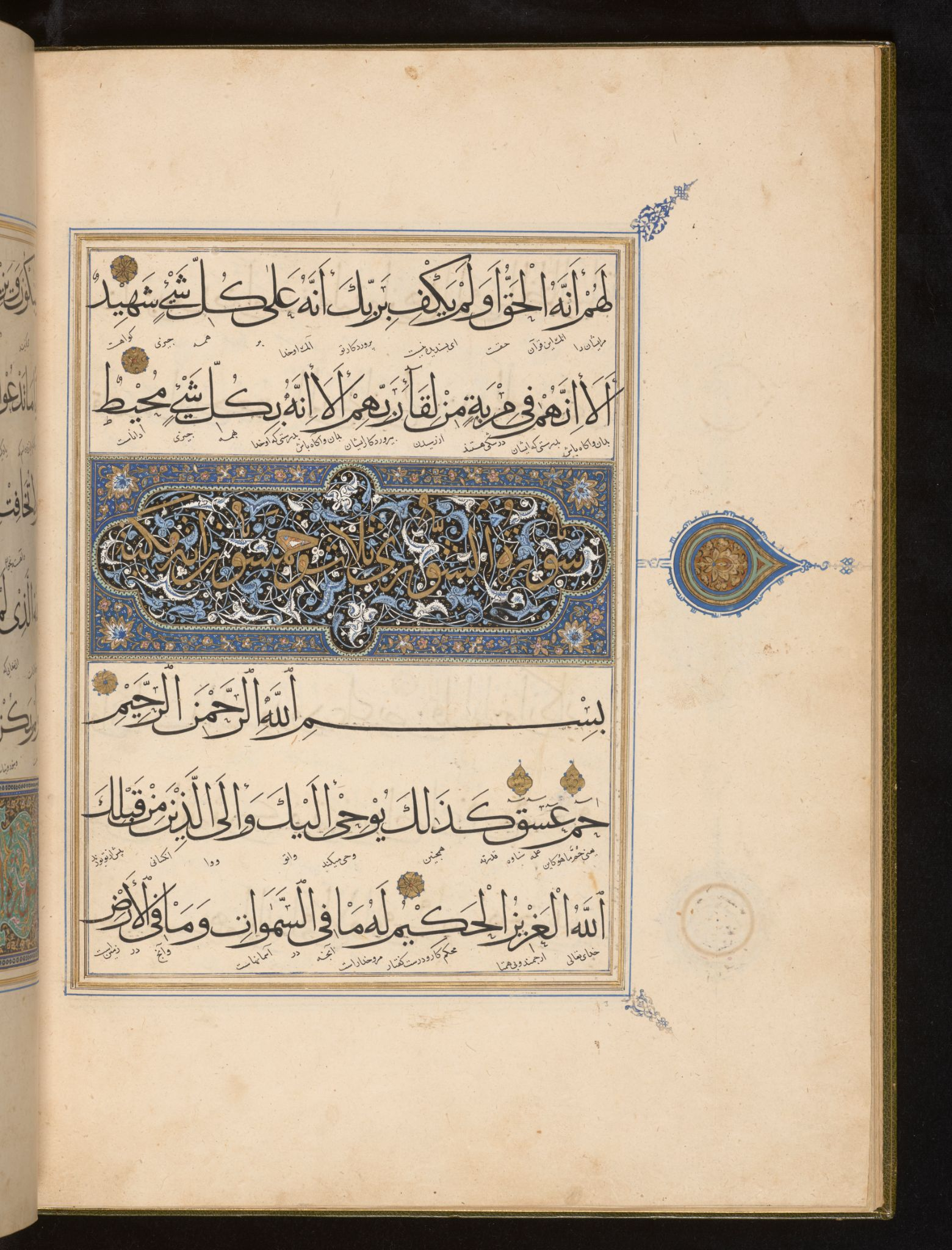
نسخه خطی قرآن - میانه تا اواخر سده ۱۵ میلادی، ترکیه
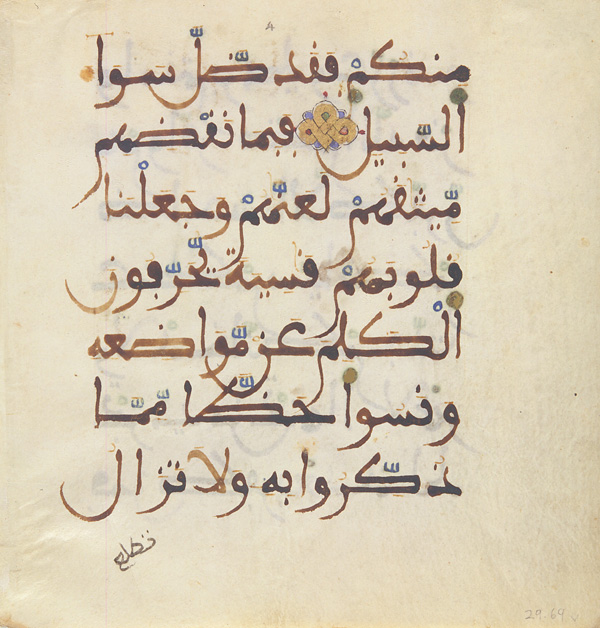
Maghribi script
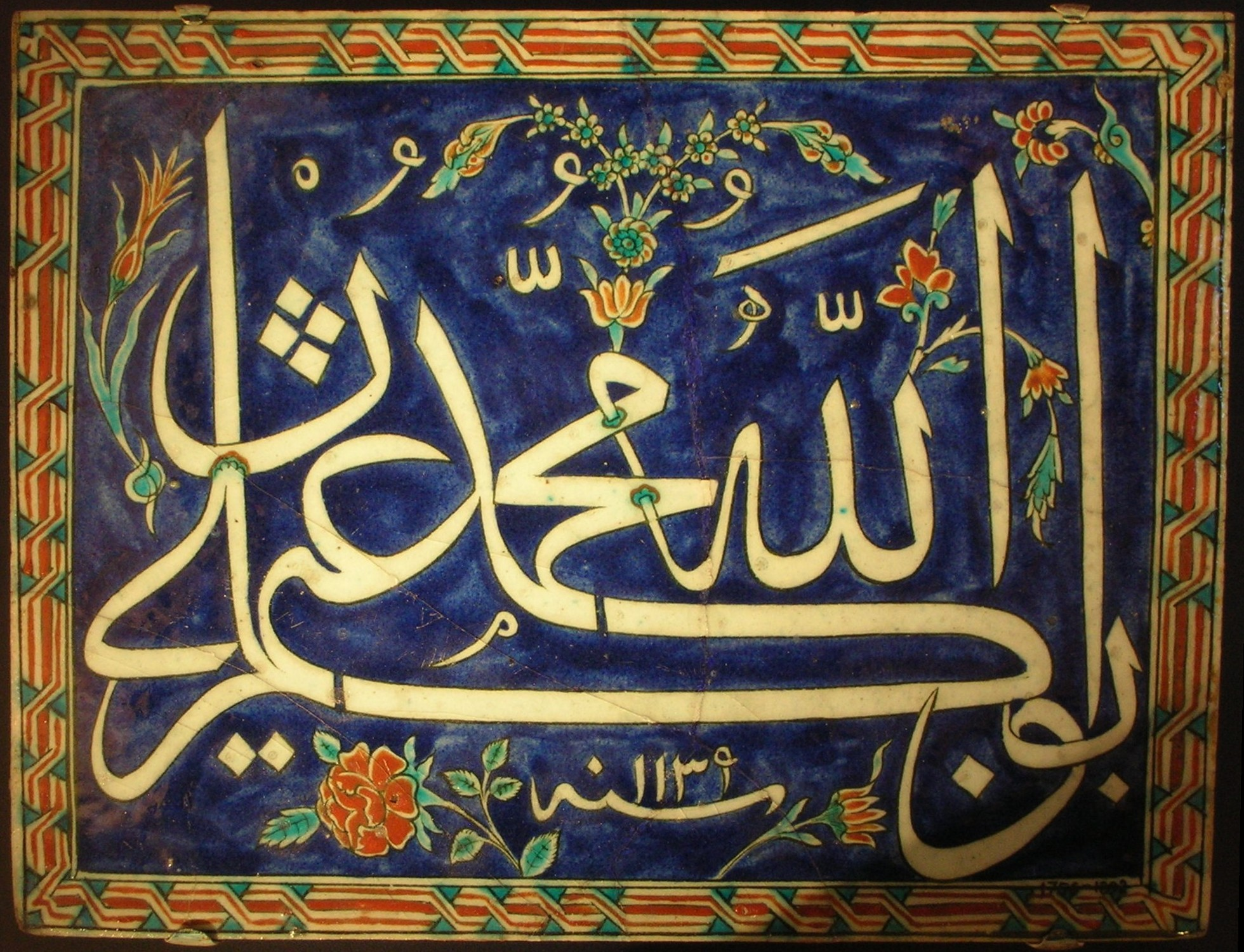
Calligraphic writing on a fritware tile, depicting the names of God, محمد و نخستین خلیفه. استانبول، ترکیه، ح. ۱۷۲۷
Naskh Basmala
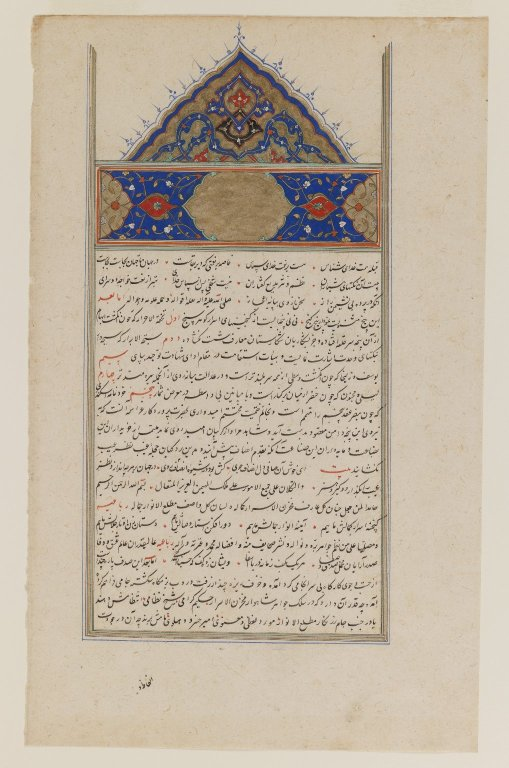
نسخه خطی مابین ۱۵۰۰ و ۱۵۹۹
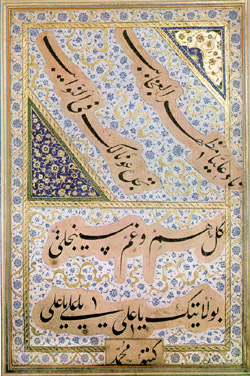
نسخه خطی دوره عثمانی به خط تعلیق.
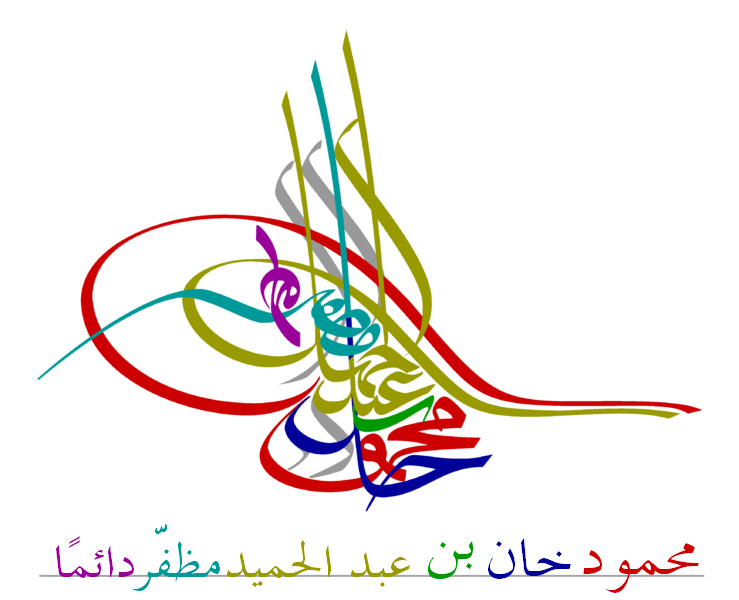
The stylized signature (خط طغرا) سلطان محمود دوم امپراتوری عثمانی نوشته شده in an expressive calligraphy. It reads محمودخان پسر عبدالحمید is forever victorious.
لوگوی هواپیمایی امارات نوشته شده به خوشنویسی سنتی عربی
نمونه‌ای از showing Bismillah's ([[]]) proportion rules.[ 1 ]
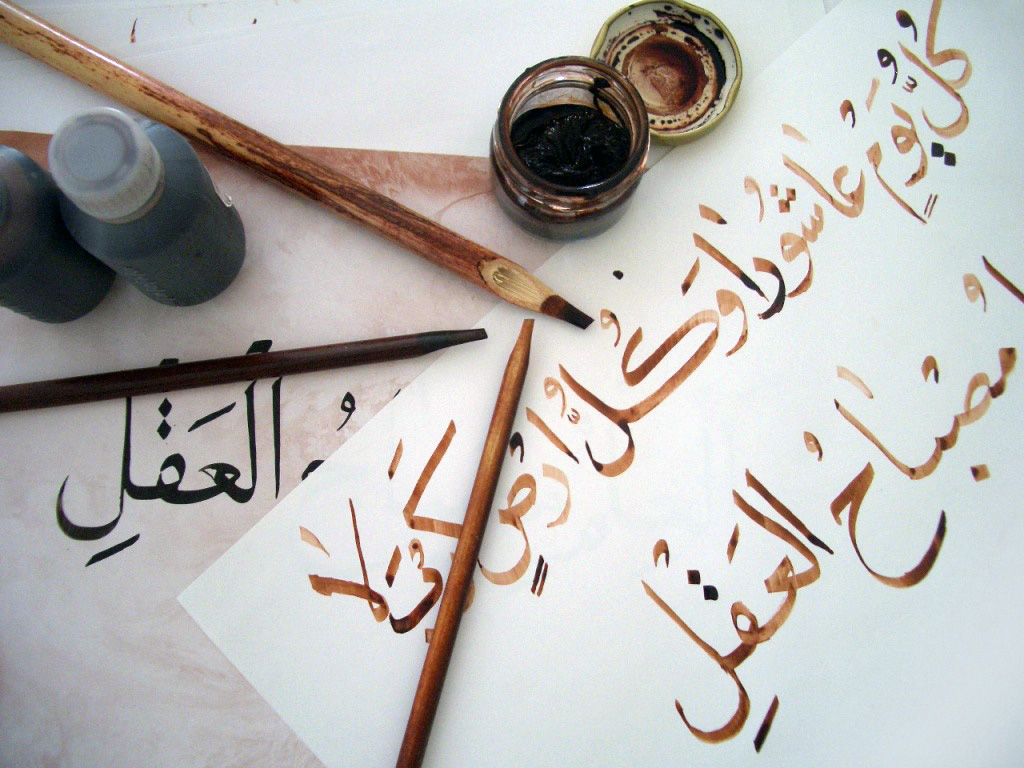
The instruments و work of a student calligrapher.
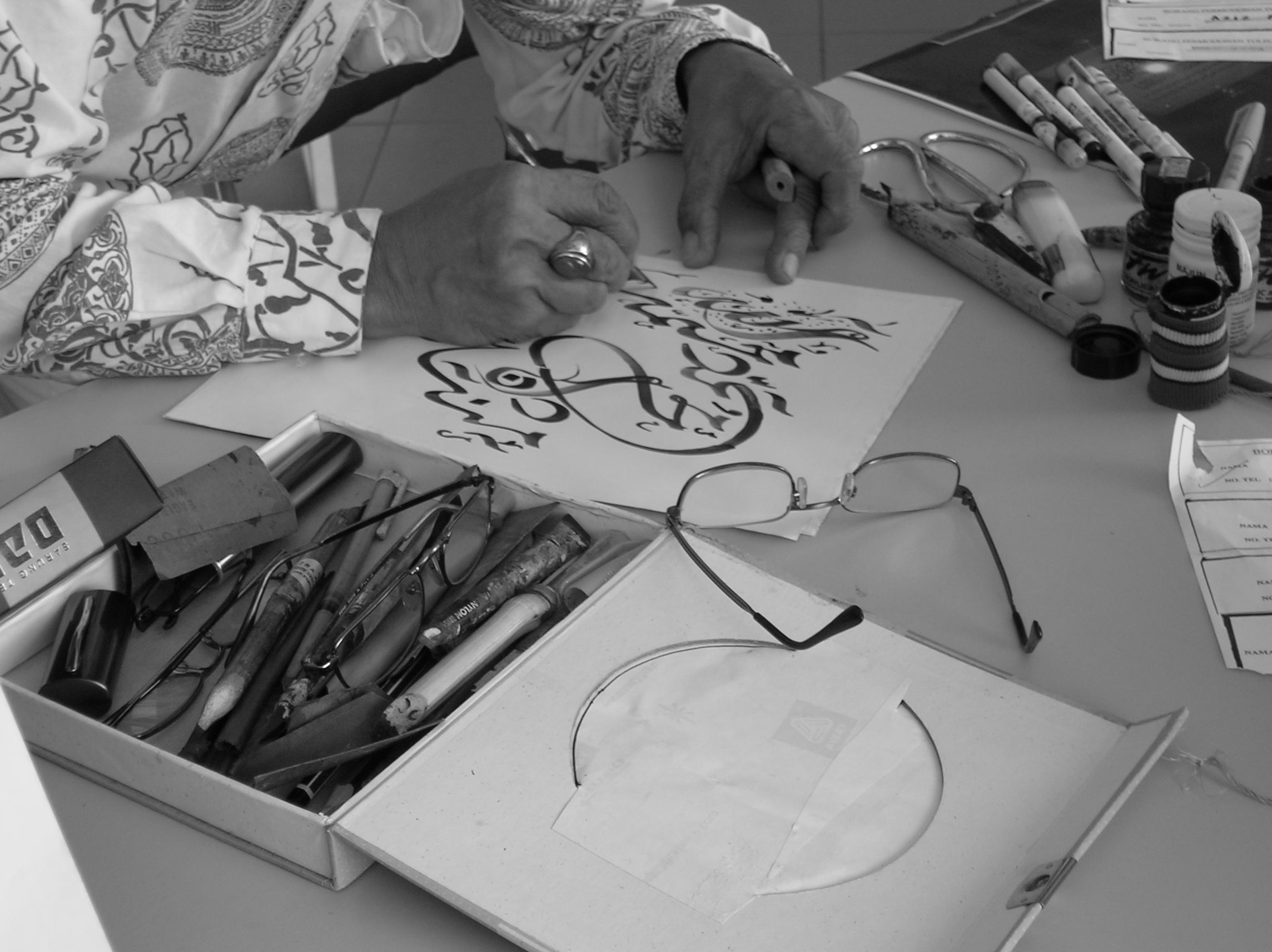
خوشنویسی اسلامی performed by a Malay Muslim in Malaysia. Calligrapher is making a rough draft.
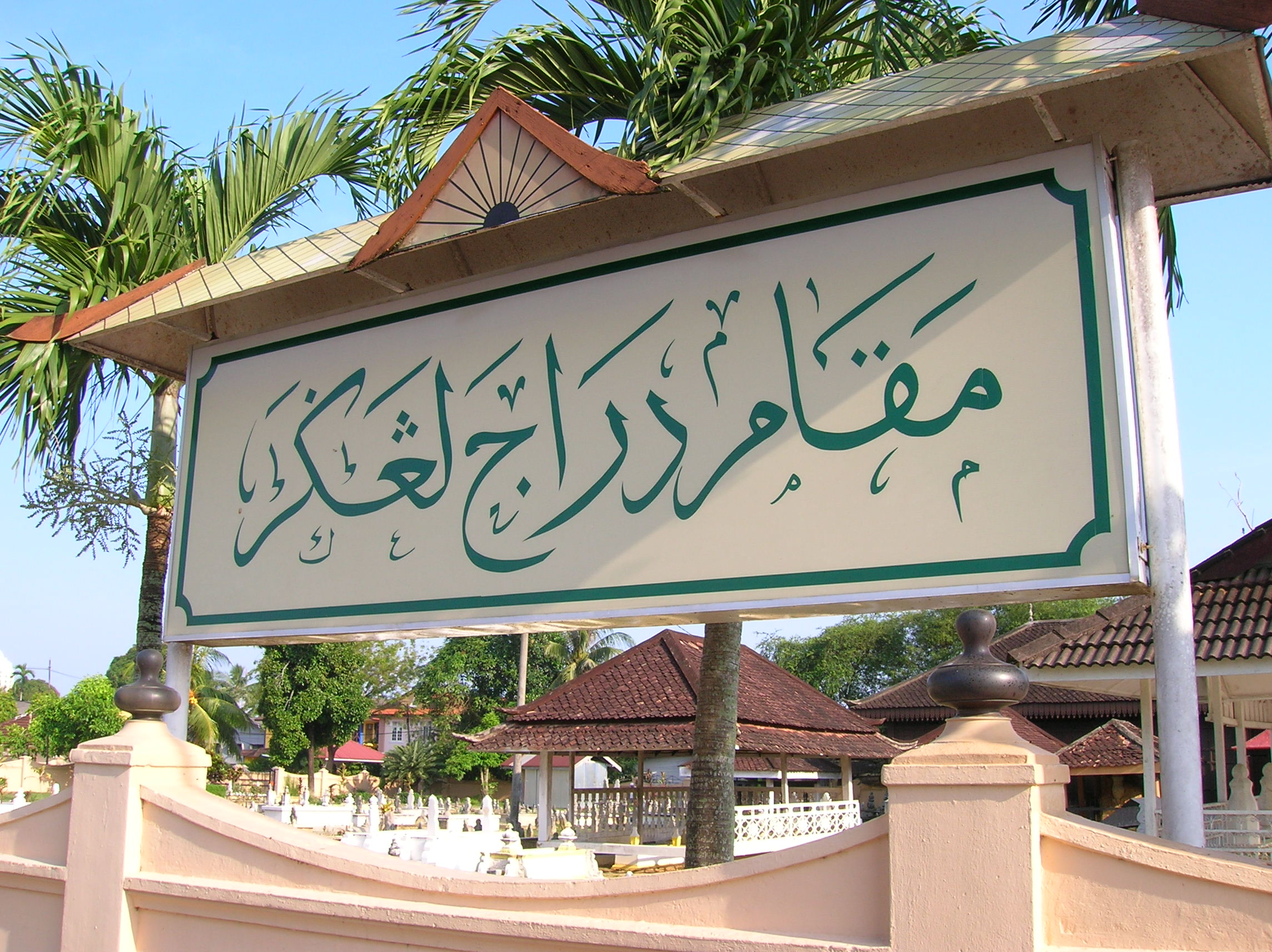
الفبای جاوی written with خوشنویسی اسلامی on the signboard of آرامگاه سلطنتی در کلانتان (یک ایالت در مالزی). The signboard reads "Makam Diraja Langgar".